# José Ribeiro
José Joaquim Pimentel Ribeiro (Vila Nova da Barquinha, 2 novembre 1957) è un ex calciatore portoghese, di ruolo centrocampista.